# Fan of a Fan: The Album
Fan of a Fan: The Album è un album in studio del cantante Chris Brown e del rapper Tyga, pubblicato il 20 febbraio 2015 dalla RCA, Young Money, Cash Money e Republic.

## Descrizione
Il disco ha un sound dove convivono hip hop e R&B, con produzioni che amalgamano lo stile west coast e l'elettrorap. I testi del disco rispecchiano le classiche tematiche del gangsta rap.

## Promozione
Il primo singolo estratto dall'album Ayo è stato pubblicato il 6 gennaio 2015. Il singolo è stato prodotto da Mark Kragen e Nic Nac, che hanno prodotto anche sul singolo di Chris Brown Loyal.
L'undicesima traccia, intitolata Bitches N Marijuana in collaborazione con il rapper Schoolboy Q, è stato reso disponibile su iTunes come secondo singolo estratto dall'album, uscito il 7 febbraio 2015.

## Accoglienza
L'album ottenne critiche miste da critici musicali. A Metacritic, che assegna un punteggio su 100 in base alle recensioni di critici influenti, l'album ha totalizzato 46 punti basati su 22 recensioni, punteggio che segnala "critiche prevalentemente medie". Secondo Gerrick D. Kennedy di The Los Angeles Times l'album è "esagerato con un rap cliché, Fan of a Fan è un colmo stereotipato di bangers gonfiabili per le strip club che probabilmente ha ispirato l'album. Non c'è molto da dire, oltre che a imprecate riflessioni sul sesso, droga, auto, soldi e la misoginia pericolosa".

## Tracce
1. Westside – 3:34 (Christopher Maurice Brown, Michael Ray-Nguyen Stevenson, Antwan Thompson, Esteban Crandle, Aaron Rogers, Rashard Johnson)
2. Nothin' Like Me (feat. Ty Dolla Sign) – 4:05 (Brown, Stevenson, Dijon McFarlane, Robin Weisse, Tyrone Griffin, Jr., Samuel Jean, Mikely Adam)
3. Ayo – 3:45 (Brown, Stevenson, Nicholad Balding, Mark Kragen)
4. Girl You Loud – 3:33 (Brown, Stevenson, Christopher Gholson)
5. Remember Me – 4:13 (Brown, Stevenson, Anderson Hernandez, Jess Jackson, Matthew Samuels)
6. I Bet (feat. 50 Cent) – 4:02 (Brown, Stevenson, Paulo Rodriguez, Curtis Jackson III)
7. D.G.I.F.U. – 3:44 (Brown, Stevenson, Jackson, David Lewis Doman, Terrence Thorton, Melvin Bradford, Andre Young, Marshall Mathers, Sean Combs, Steven Jordan, Anthony Henderson, Steven Howse, Bryon Mac Cane, Christopher Wallace, Timothy Mosley, Shawn Carter, Kyambo Jos)
8. Better – 3:44 (Brown, Stevenson, Jackson, Arnold Hennings, Debra Killings)
9. Lights Out (feat. Fat Trel) – 4:46 (Brown, Stevenson, Jackson, Estefany Perez, Martrel Reeves)
10. Real One (feat. Boosie Badass) – 4:59 (Brown, Stevenson, Doman, James William Stewart, Torrence Hatch)
11. Bitches N Marijuana (feat. Schoolboy Q) – 4:14 (Brown, Stevenson, Balding, Paris Jones, Quincy Hanley, Kragen)
12. She Goin' Up - 3:47 (Brown, Stevenson, Justin Franks, Bobby Turner)

Edizione deluxe
1. Wrong in the Right Way - 4:30 (Brown, Stevenson, Scott Storch, Michael Hernandez, Rico Evans, Ernest isley, Marvin Isley, 'O Kelly Isley, Ronald Isley, Rudolph Isley, Christopher Jasper)
2. Bunkin - 5:02 (Brown, Stevenson, Doman, Stewart, Jay Cummings, Clifford Harris, Jr.)
3. It's Yo Shit (feat. Wale) - 3:47 (Brown, Stevenson, Melvin Hough II, Rivelino Raoul Wouter, Olubowale Akintimehin Victor)
4. Banjo - 3:39 (Brown, Stevenson, McFarlane, Tuner, Adam)

## Classifiche
| Classifica (2015) | Posizione massima |
| ----------------- | ----------------- |
| Australia         | 3                 |
| Austria           | 16                |
| Belgio (Fiandre)  | 70                |
| Belgio (Vallonia) | 65                |
| Francia           | 33                |
| Germania          | 14                |
| Italia            | 65                |
| Nuova Zelanda     | 9                 |
| Paesi Bassi       | 30                |
| Regno Unito       | 7                 |
| Svizzera          | 6                 |